# دینو زوف
دینو زوف (به ایتالیایی: Dino Zoff) زادهٔ ۲۸ فوریه ۱۹۴۲در ایتالیا است و در دوران بازیگری در تیم‌های، اودینزه، مونتووا، ناپولی، یوونتوس بازی کرده‌است و ۱۱۲ بازی ملی هم برای تیم ملی فوتبال ایتالیا انجام داده‌است. او همچنین به عنوان مربی در تیم‌های یوونتوس، تیم ملی فوتبال ایتالیا، لاتزیو، فیورنتینا فعالیت کرده‌است.

## افتخارات

### افتخارات به عنوان بازیکن
یوونتوس
- سری آ: ۱۹۷۳–۱۹۷۵٬۱۹۷۲–۱۹۷۷٬۱۹۷۴–۱۹۷۸٬۱۹۷۶–۱۹۸۱٬۱۹۷۷–۱۹۸۲٬۱۹۸۰–۱۹۸۱
- کوپا ایتالیا: ۱۹۷۹–۱۹۷۸، ۱۹۸۳–۱۹۸۲
- جام یوفا: قهرمان ۱۹۷۷–۱۹۷۶

تیم ملی ایتالیا
- جام جهانی فوتبال: قهرمان ۱۹۸۲
- جام ملت‌های اروپا: قهرمان ۱۹۶۸

### افتخارات به عنوان مربی
- قهرمان کوپا ایتالیا: ۱۹۹۰–۱۹۸۹
- قهرمان جام یوفا: ۱۹۹۰–۱۹۸۹
- نایب قهرمان جام ملت‌های اروپا: ۲۰۰۰